# Homoneura tephrotaenia
Homoneura tephrotaenia är en tvåvingeart som först beskrevs av Mario Bezzi 1928.  Homoneura tephrotaenia ingår i släktet Homoneura och familjen lövflugor.
Artens utbredningsområde är Fiji. Inga underarter finns listade i Catalogue of Life.